# St. Gallus (Neugalmsbüll)

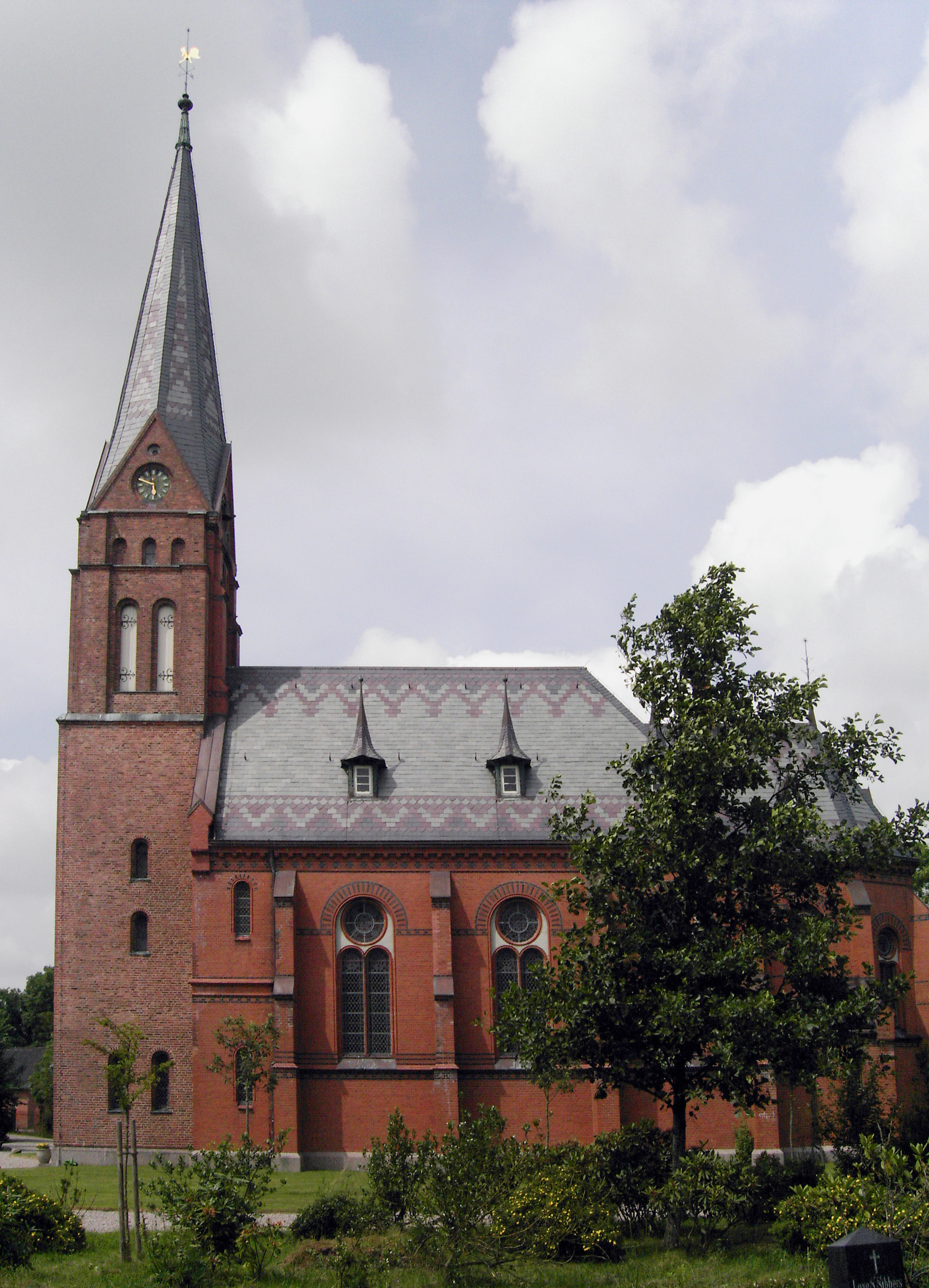
St. Gallus (Neugalmsbüll)

Die St.-Gallus-Kirche ist eine evangelisch-lutherische Kirche in Neugalmsbüll, dem zentralen Ortsteil der nordfriesischen Gemeinde Galmsbüll. Sie wurde im Jahre 1891 gebaut und ist mit ihrem neugotischen Baustil und der besonderen Gestaltung des Innenraums eine der bemerkenswertesten Kirchen Schleswig-Holsteins aus der Zeit des 19. Jahrhunderts.

## Geschichte

### Hallig Galmsbüll
Vor dem jetzigen Außendeich befand sich bis etwa 1825 die Hallig Galmsbüll. Sie wird in alten Zinsbüchern erstmals in der Mitte des 13. Jahrhunderts erwähnt. Eine nach dem irischen Mönch  Gallus benannte Kirche ist spätestens im 14. Jahrhundert belegt. Im Jahre 1626 hatte diese Hallig eine Größe von 140 Hektar. Seit dem Jahre 1770 bestanden Pläne zur Eindeichung des Vorlandes zwischen Dagebüll und Emmelsbüll, diese scheiterten jedoch immer wieder an den Kosten und an Schwierigkeiten, die durch die Flut vertieften Wattströme, besonders das Kleiseetief, erfolgreich abzudämmen. Als dann im Jahre 1788 der Marienkoog eingedeicht und die vor dem Deich liegende Hallig mit einem Damm mit dem Festland verbunden wurde, war das Schicksal der Hallig Galmsbüll durch die veränderte Strömung besiegelt. Die von weitem, aber flachem Salzwiesenvorland umgebene Hallig bestand zu diesem Zeitpunkt nur noch aus der Kirchwarft.
An gleicher Stelle war im 16. Jahrhundert eine Kirche in hölzerner Bauweise erbaut worden. Für sie hatte Herzog Christian Albrecht eine 1598 gegossene Glocke geschenkt, die aus einer in der Burchardiflut 1634 untergegangenen Kirche der Insel Strand stammte. Gerade an dieser Stelle wurde die Warft aber immer wieder besonders von den Fluten abgespült. Schon um 1700 war Galmsbüll das ärmste Kirchspiel im Herzogtum Schleswig. Nach weiteren Landverlusten besonders bei der Weihnachtsflut 1717, die fast alle Häuser zerstörte, konnte die Gemeinde Mitte des 18. Jahrhunderts die auferlegten Steuern nicht mehr zahlen. Trotzdem wurde die baufällige Holzkirche – die letzte Holzkirche im ganzen Herzogtum Schleswig – 1749 durch eine neue, diesmal steinerne Kirche wieder an gleicher Stelle ersetzt. Die Galmsbüller verschuldeten sich dafür erheblich. Für den durch die häufigen Überflutungen notwendig gewordene Neubau von Pastorat und Küsterhaus (mit Schule) wurde 1769 ein landesweite Kollekte gesammelt.
Nachdem der Marienkoog eingedeicht wurde, wurde beschlossen, die Hallig aufzugeben. 1796 starb der letzte Pastor Jacob Nicolai, danach wurden die verbliebenen Halligbewohner nur noch durch einen Katecheten betreut. Zu dieser Zeit lebten auf Galmsbüll noch 180 Menschen in 43 Häusern. Die Kirche, die inzwischen direkt an der Abbruchkante der Warft lag, musste wegen Einsturzgefahr im Jahre 1800 abgebrochen werden.
Die Folgen der Februarflut von 1825 ließ den letzten Bewohnern keinen Lebensraum mehr. Sie siedelten in den Marienkoog um. Dort war schon 1803 für die unvermögenden Halligbewohner aus den Materialien der abgebrochenen Halligkirche ein Armenhaus, später Kloster genannt, gebaut worden. Im „Kloster“ wurde nach einigen Umbauten lange Zeit der Gottesdienst für die Bewohner des Marienkooges abgehalten. Der Kronleuchter, die Altarleuchter und das Abendmahlsgeschirr wurden ins Kloster hinüber gerettet und später in die jetzige Kirche übernommen. Die Glocke wurde 1834 an die Fahretofter Kirche verkauft.

### Oktroyierte Köge
Als im Jahre 1682 der Alte Christian-Albrecht-Koog eingedeicht wurde, sah das Gründungspapier zwar auch einen baldigen Kirchenbau vor, dessen Patronat den Finanziers, den sogenannten Interessenten oder Hauptpartizipanten, überlassen werden sollte, jedoch ließ der Oktroy ihnen und den übrigen neuen Bewohnern bis dahin die freie Wahl, welchem der benachbarten Kirchspiele sie sich anschließen wollten. Dasselbe galt für die Anfang des 18. Jahrhunderts gewonnenen Neuen Christian-Albrechts-Koog und Kleiseerkoog. Bis zum Jahre 1742 verfolgte die Koogsvertretung die Anordnung zum Kirchbau nur sehr halbherzig. In diesem Jahr wurde ein Bauplatz in der Nähe des jetzigen Wohngebietes Grotsand im Osten der Gemeinde festgelegt. Eine verlustreiche Viehseuche machte die Finanzplanung jedoch zunichte. Die Bewohner der Köge benutzten damals die Gotteshäuser in Emmelsbüll, Deezbüll, Dagebüll oder Neukirchen.

### Galluskirche
ie Kirchenwahlfreiheit endete 1874, nachdem Schleswig-Holstein zur preußischen Provinz geworden war. Damit waren die Koogsgemeinden verpflichtet, sich einem anderen Kirchspiel anzuschließen oder eine eigene Kirche zu bauen. Die Koogsverwalter dachten zunächst an ein Zusammengehen mit dem Kirchspiel Dagebüll. Man wurde sich jedoch nicht einig: Dagebüll schloss sich 1875 mit dem Juliane-Marienkoog und dem südlichen Teil des Kleiseerkooges zusammen. Hier bestanden schon lange gewachsene familiäre Bindungen. So blieb den Christian-Albrecht-Kögen, dem nördlichen Gebiet des Kleiseerkooges und dem Marienkoog nur noch die Vereinigung zur jetzigen Kirchengemeinde (1876). Der Inspektor der Christian-Albrecht-Köge führte die Verhandlungen und beauftragte den Kieler Architekten Heinrich Moldenschardt mit den Planungen eines Kirchenbaus. Als Bauplatz wurde ein Gebiet im Alten Christian-Albrecht-Koog direkt am Mitteldeich zum Neuen Christian-Albrecht-Koog gewählt. Hier, wo auch der Weg zum Marienkoog mündet, bildete sich der neue Ortsteil Neugalmsbüll mit Gasthof und Schule.
Die neugebildete Kirchengemeinde umfasste damals 840 Gemeindeglieder. Wegen finanzieller Probleme wurde Moldenschardts erste Konzept mit 300 Sitzplätzen verworfen. Schließlich einigte man sich auf die heutige Größe und Bauausführung mit etwa 115 Plätzen. Bevor im Jahre 1888 mit dem Bau begonnen werden konnte, waren noch diverse Schwierigkeiten zu bewältigen. Nicht zuletzt ging es um das verbriefte Recht der Hauptpartizipanten, Einfluss in vielerlei Gestalt nehmen zu dürfen.
Nach drei Jahren Bauzeit wurde der Neubau am 2. August 1891 feierlich eingeweiht. Die Kirche erhielt in Anlehnung an das Patrozinium der Halligkirche den Namen St.-Gallus-Kirche.
Die Kirchengemeinde war früher in ihrem Rechtsstatus ein Patronat. Seit 1982 ist die Kirchengemeinde Vollmitglied der Nordelbischen Landeskirche.
Der erste festangestellte Pastor war Martin Sigmund Lensch, er wirkte bis zum Jahre 1910. Sein Nachfolger war Ewald Dittmann, der 1932 nach Süderhastedt wechselte und 1945 als Mitglied der Bekennenden Kirche ermordet wurde. Bis 1967 betreuten mehrere Pastoren die Kirchengemeinde. Nach einer kurzen Zugehörigkeit zur Kirchengemeinde Niebüll verlor die Kirchengemeinde ihre Pastorenstelle. 33 Jahre lang war die Pastorenstelle dann nicht mehr besetzt. Die Vertretung übernahmen die Pastoren der Kirchengemeinde Niebüll-Deezbüll.
Seit dem 1. März 2000 ist die Kirchengemeinde Teil eines Verbundes mit den Nachbarkirchengemeinden von Emmelsbüll und Horsbüll. Im Jahre 2012 fusionierte die Kirchengemeinde mit der Kirchengemeinde Emmelsbüll zur Kirchengemeinde Emmelsbüll-Neugalmsbüll. Zusammen mit den Kirchengemeinden Horsbüll und Klanxbüll bilden sie eine Gesamtpfarrstelle, die „4-Bülls“ genannt wird.

## Architektur
Der Kieler Architekt Heinrich Moldenschardt schuf in den Jahren von 1888 bis 1891 einen einschiffigen neugotischen Backsteinbau mit einem eingezogenen eckigen Chorraum. Zwischen mächtigen Stützpfeilern befinden sich großflächige Rundbogenfenster mit reichhaltiger Glasmalerei.
Die Innenwände sind teppichhaft, in byzantinischer Pracht, mit Sgraffito-Putz versehen. Die Decken und höheren Chorwände zeigen fein ausgearbeitete Ornamentmalereien. Diese Art der Innenarchitektur ist in Ausführung in Europa einmalig. Unterbrochen werden die farbigen Wandteile von Backsteinflächen bei den tragenden Bauelementen. Kirchenschiff und Chorraum haben mit Formsteinen an den Rippen ausgebildete Kreuzgewölbe.

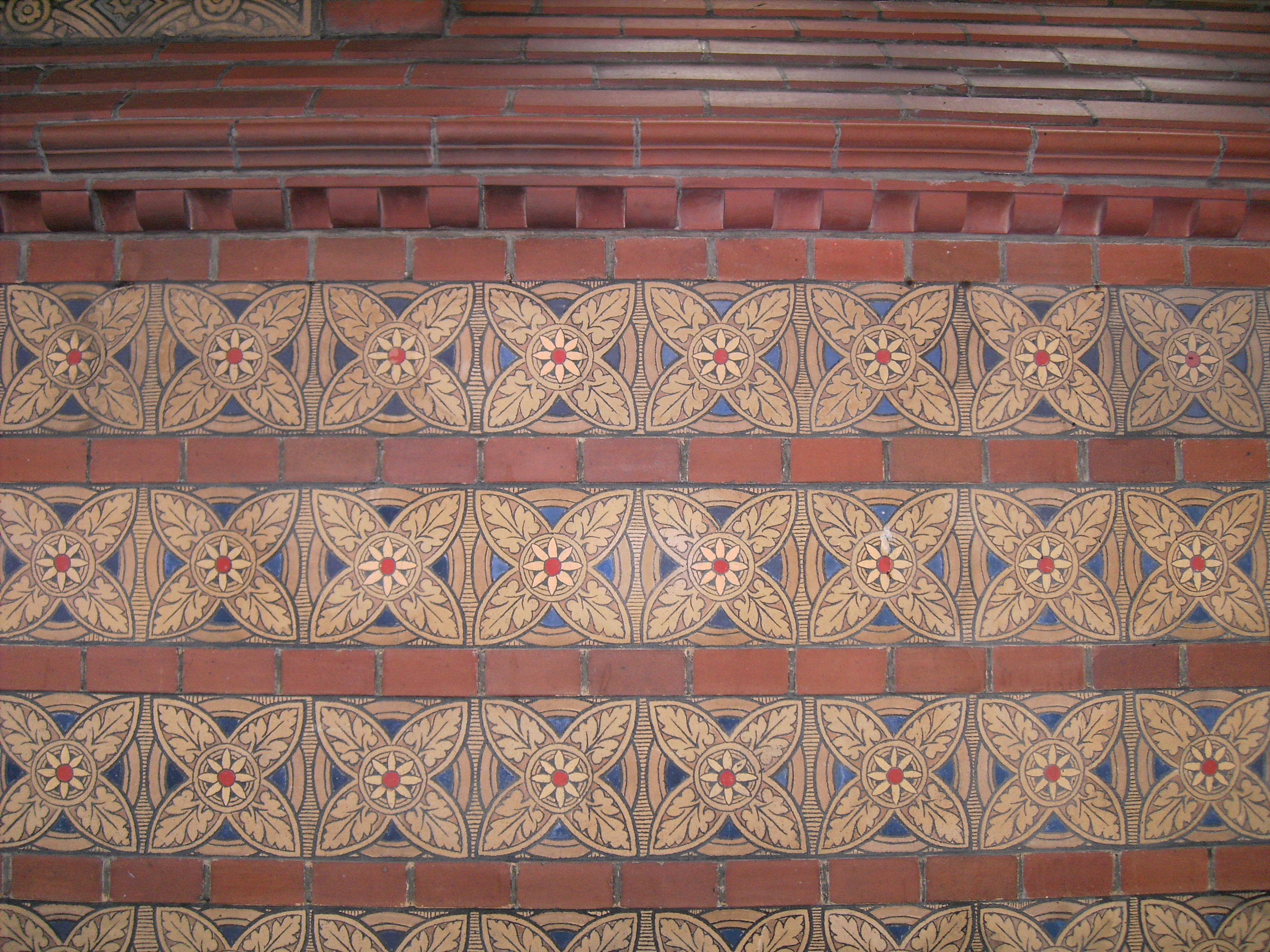
Sgraffito

Der westlich angesetzte 38 Meter hohe Turm wurde 1954 aufgrund von Witterungsschäden durch die salzhaltige Nordseeluft an drei Seiten mit einer neuen, vereinfachten Verblendung versehen. Die alte Bauausführung ist noch sehr gut auf der Turmrückseite sichtbar. Alle Dachflächen sind mit Schiefer belegt. Durch die Verarbeitung von drei verschiedene Materialfarben zu Mustern bekommen die Dächer ein dekoratives Aussehen.
Die St. Gallus-Kirche steht inmitten eines parkähnlichen Kirchhofs, an den sich der dörfliche Friedhof anschließt. Auf diesem befindet sich eine 2019 als Rondell angelegte Veranstaltungsfläche, welche von der Kirchengemeinde für Gottesdienste im Freien genutzt wird. Der Kirchhof dient ebenfalls als Park für die Galmsbüller. Der nordfriesische Maler Hans Peter Feddersen (1848–1941), der ab 1885 im Kleiseerkoog lebte, ist hier mit seiner Familie beigesetzt.
Wegen der Einmaligkeit in vielen baulichen Bereichen wurde die St. Gallus-Kirche im Jahre 1977 unter Denkmalschutz gestellt.

## Ausstattung

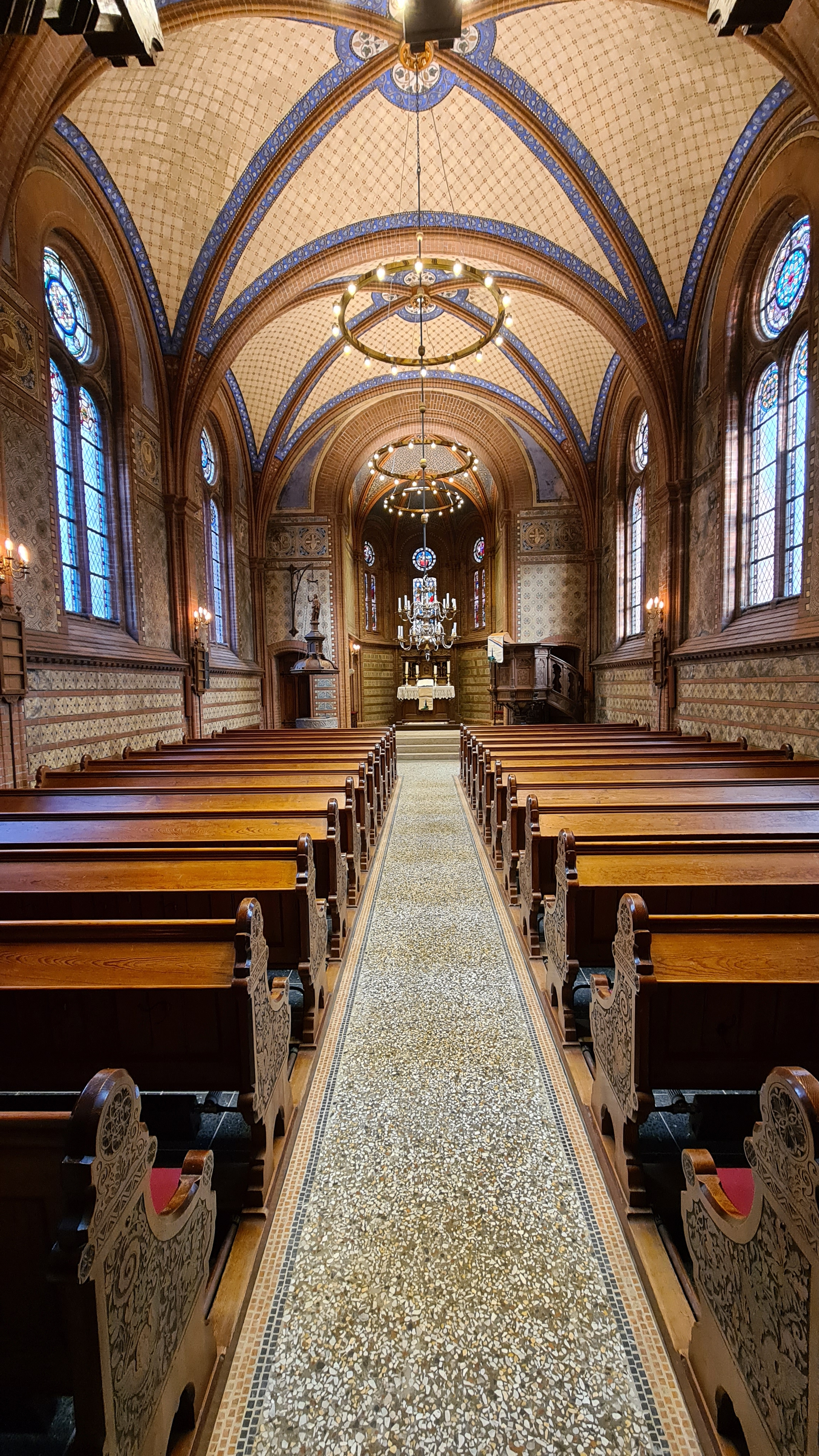
Innenraum St. Gallus

Die im einheitlichen Stil passend zur Innengestaltung der Kirche geschaffene Kirchenausstattung entstand in der Werkstatt des Bildhauers und Kunsttischlers Heinrich Sauermann aus Flensburg. Altar, Kanzel, Taufdeckel, Bankköpfe, Orgelprospekt und die Westempore zeigen reichhaltige Holzschnitzflächen. Motive der Wandbemalung finden sich vielfältig in diesen Schnitzereien wieder. So bildet das Inventar der Kirche ein stimmiges Gesamtbild. Aus der alten Kirche stammen nur noch der Kronleuchter und die Altarleuchter.
Das älteste Ausstattungsstück ist der Taufstein aus Granit aus dem 12. bis 13. Jahrhundert. Er stammt aus der 1615 untergegangenen Rickelsbüller Kirche. Eine 1750 für die Halligkirche gestiftete hölzerne Taufe mit passendem Taufdeckel wurde der St. Niels-Kirche in Westerland überlassen, da sie nicht mit dem restlichen Inventar zusammenpasste.
Die Altarfenster sind Stiftungen der mehrerer Galmsbüller Familien, darunter Ulrike Jessen (1817–1909), eine Hofbesitzerin im Christian-Albrechts-Koog, die auch eine noch bestehende Stiftung zugunsten junger Galmsbüller ins Leben gerufen hat, die eine über die Dorfschule hinausgehende Bildung anstreben. Die Fenster wurden im Jahre 2000 saniert.
Die Wandleuchter sind ebenfalls Stiftungen verschiedener Galmsbüller Familien.

## Orgel

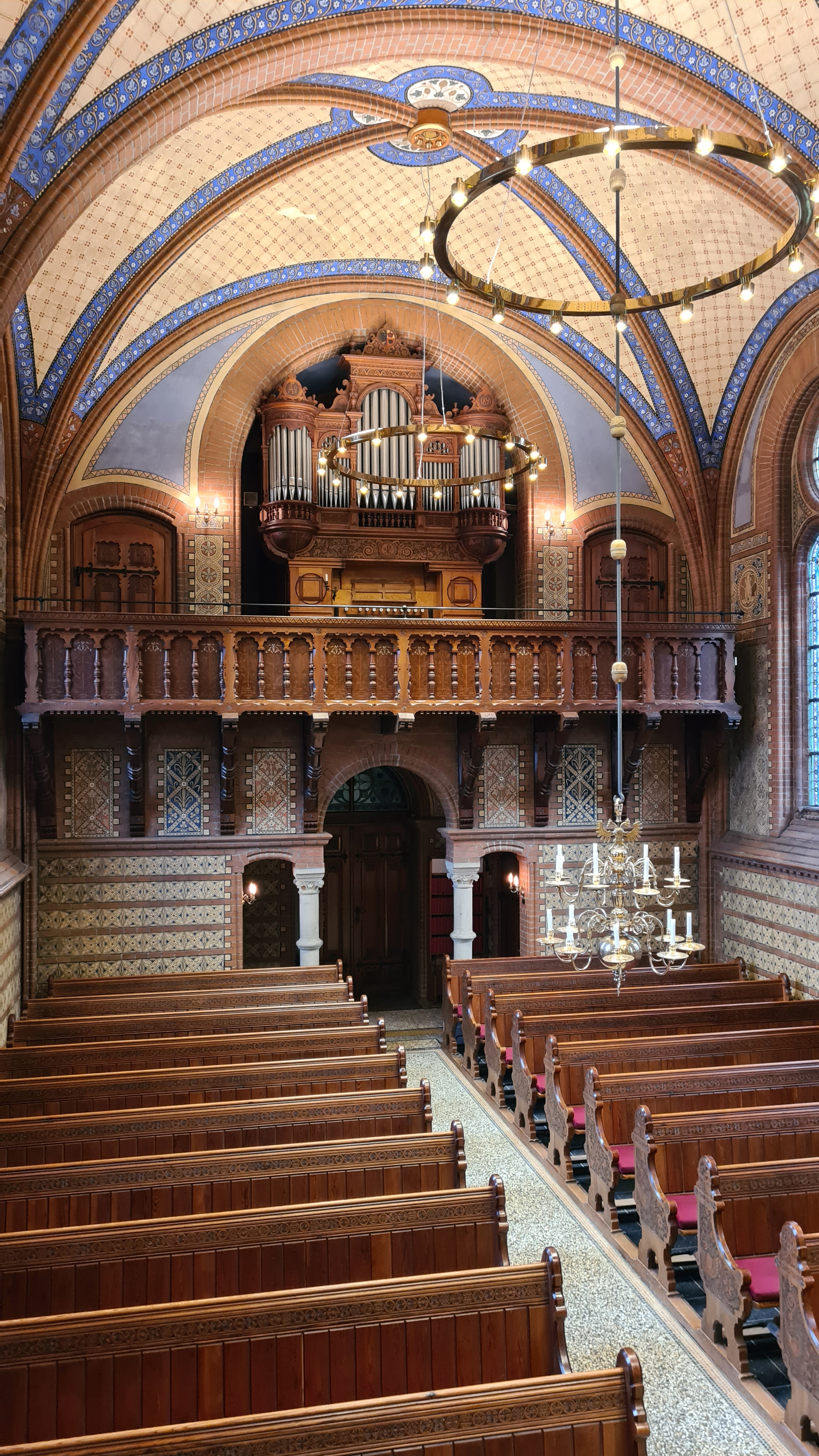
Marcussen-Orgel von 1891

Die Orgel der Kirche wurde 1891 von der dänischen Orgelbaufirma Marcussen & Søn als Op. 199 gebaut. Sie verfügte ursprünglich über acht Register auf je einem Manual und Pedal. Der prächtig geschnitzte Prospekt ist wie die restliche Ausstattung ein Werk von Heinrich Sauermann.
1907 wurde die ursprüngliche Oktave 2' durch das Register Salicional 8' ersetzt. Diese Arbeiten führte Marcussen & Søn selbst durch.
Im Jahre 1977 wurde die Orgel geringfügig umgebaut und durch zwei Register erweitert, um den Klang aufzuhellen und die Orgel dem damaligen Zeitgeschmack anzupassen.
Diese Register fügen sich allerdings nicht gut in das romantische Klangbild ein. Daher wurde die Orgel 2022 durch Orgelbau Paschen Kiel GmbH restauriert. Dabei wurde der Choralbaß 4' wieder stillgelegt, die Traktur erneuert, der Winddruck erhöht und der Orgel wieder ihr ursprüngliches romantisches Klangbild verliehen. Die Oktave 2' von 1977 bleibt bestehen, da bereits in der ursprünglichen Disposition ein 2'-Prinzipal vorhanden war. Das Register wurde klanglich dem historischen Bestand angepasst.
Die Disposition lautet:
| I Manual C–f3 |           |
| Bordun        | 16′       |
| Prinzipal     | 8′        |
| Rohrflöte     | 8′        |
| Salicional    | 8′ (1907) |
| Oktave        | 4′        |
| Flöte         | 4′        |
| Oktave        | 2′ (1977) |

| Pedalwerk C–d1 |     |
| Subbaß         | 16′ |
| Prinzipal      | 8′  |

- Koppel: Man/P, Oberoktavkoppel Man

## Turmuhr und Glocken
Im Turm befindet sich eine mechanische Turmuhr der Firma J. F. Weule. An der Turmrückseite befindet sich eine Schlagglocke mit dem Schlagton g″, welche jede halbe Stunde schlägt.
In der Glockenstube hängen in einem Stahlglockenstuhl zwei Bronzeglocken der Glockengießerei Rincker aus dem Jahre 1957, die als Ersatz für das 1941 als Metallspende des deutschen Volkes abgegebene zweistimmige Geläut von J. J. Radler, Hildesheim aus dem Jahre 1890 angeschafft wurden.
- Die größere Glocke hat einen Durchmesser von 1130 mm und klingt auf den Ton fis′. Die Inschrift lautet: Ehre sei Gott in der Höhe und Frieden auf Erden und den Menschen ein Wohlgefallen (Lukas 2,14)
- Die kleinere Glocke hat einen Durchmesser von 950 mm und klingt auf dem Ton a′. Hier lautet die Inschrift: Lobe den Herrn meine Seele

Auf beiden Glocken findet sich eine weitere Inschrift: In Gedenken an die 1941 geopferte Glocke, die 1890 von J. J. Radler und Söhne in Hildesheim gegossen worden war.